# Parafia św. Antoniego Padewskiego w Szymborzu
Parafia św. Antoniego Padewskiego w Inowrocławiu-Szymborzu – jedna z 9 parafii w dekanacie inowrocławskim I.

## Historia
Parafia erygowana w 1931 r. Kościół parafialny pw. św. Antoniego Padewskiego jest murowany, został zbudowany w 1937 r. Cmentarz znajduje się przy ul. Wielkopolskiej, utworzony w 1938 r., zarządza nim Henryk Łukomski.
Księgi metrykalne: ochrzczonych, małżeństw i zmarłych zachowały się od 1937 roku.

## Zasięg parafii
Do parafii należą wierni z Inowrocławia-Szymborza mieszkający przy ulicach: Dybalskiego, Gdyńskiej 45, Kolejowej, Kujawskiej, Mątewskiej 143, Nowej 99, 132, Ogrodowej, Polnej 48-55, Poznańskiej 211-243, Przybyszewskiego, Reymonta, Spornego, Szymborskiej 162-220, Wiejskiej i Wielkopolskiej oraz wierni z miejscowości Miechowice i część Sikorowo do dawnej szkoły.